# Schloss Wörlitz

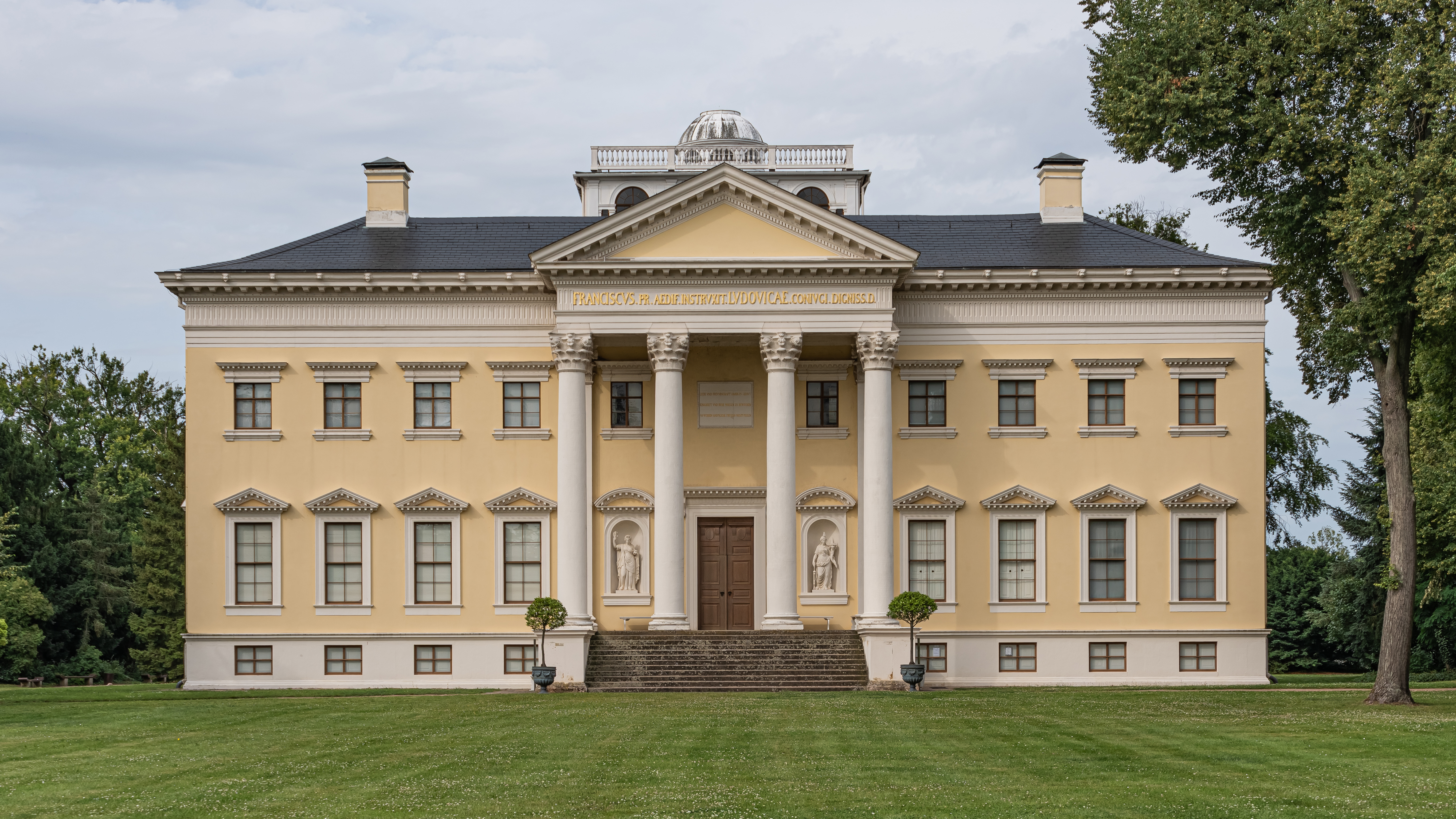
Schloss Wörlitz, Hauptfassade

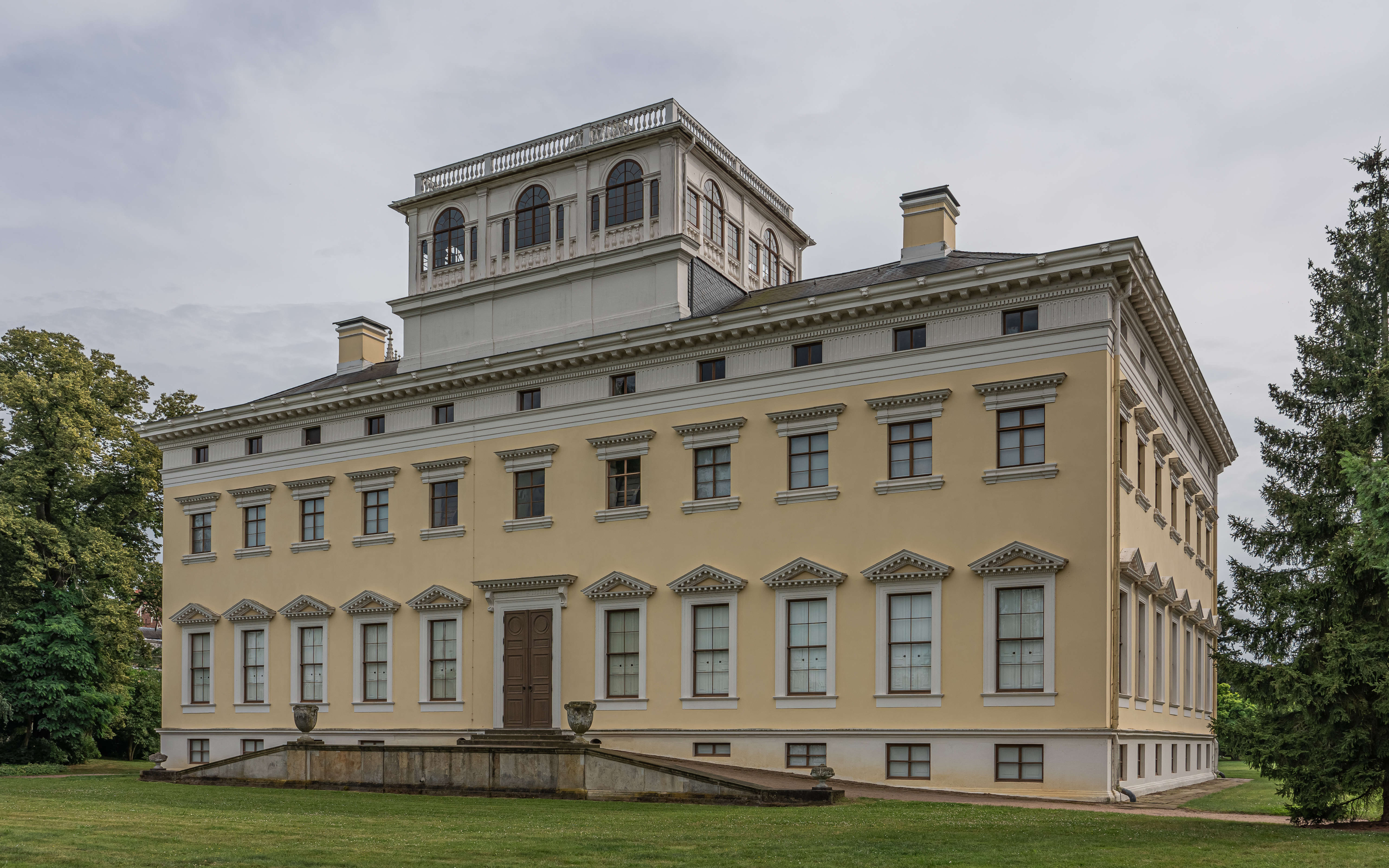
Parkseite des Schlosses

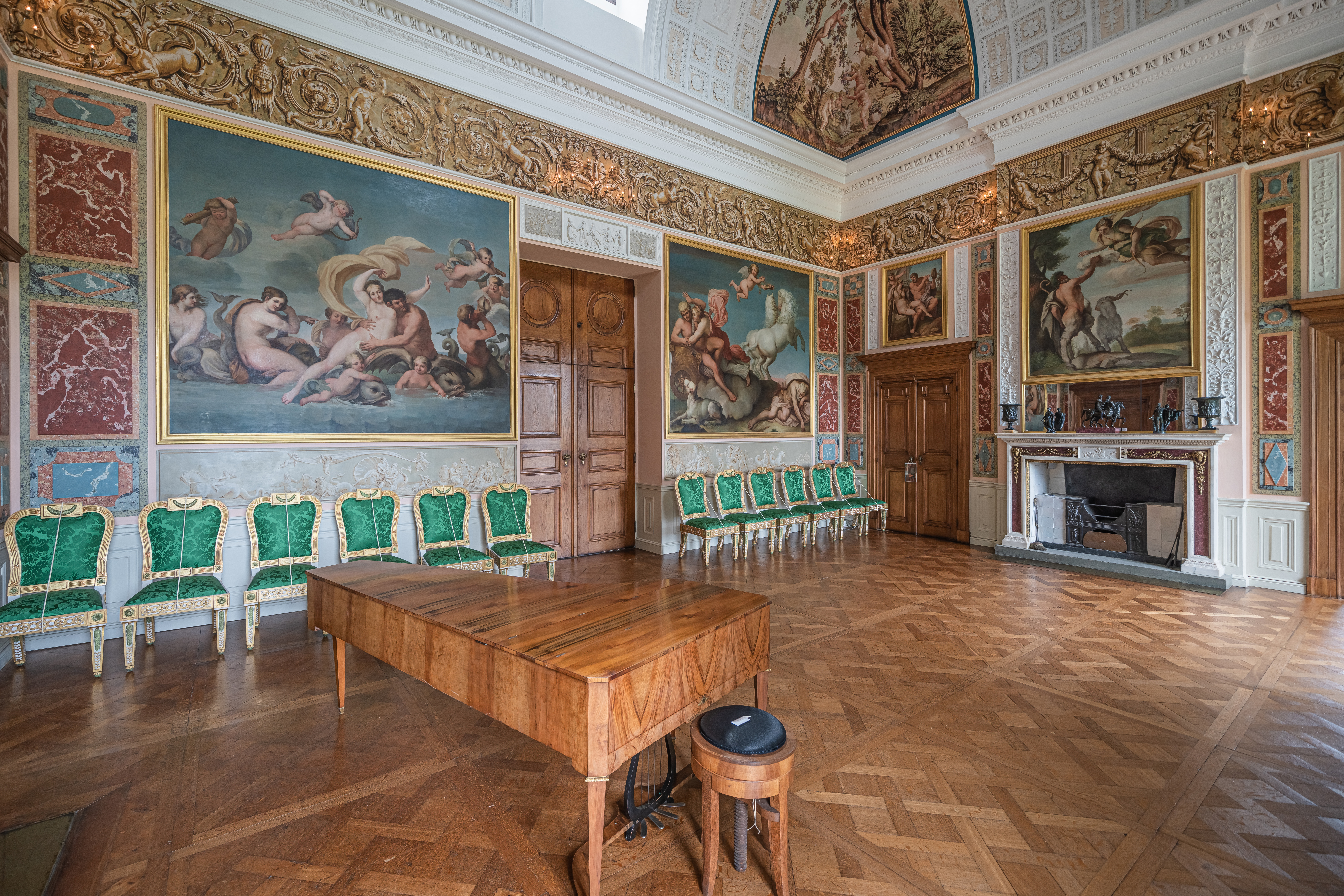
Der Große Saal im Schloss

Schloss Wörlitz in Oranienbaum-Wörlitz in Sachsen-Anhalt gilt als Gründungsbau des deutschen Klassizismus und ist eines der wenigen deutschen Bauwerke des Palladianismus. Es wurde von Leopold III. Friedrich Franz von Anhalt-Dessau in Auftrag gegeben und von Friedrich Wilhelm von Erdmannsdorff bis 1773 erbaut. Das im Ortsteil Wörlitz gelegene Schloss ist wie der zugehörige Wörlitzer Park Teil des UNESCO-Welterbes.

## Geschichte
Ab 1769 wurde der Wörlitzer Park auf Veranlassung des damals 29-jährigen Fürsten Leopold III. Friedrich Franz von Anhalt-Dessau im Stil eines englischen Landschaftsgartens eingerichtet. Zugleich begann der Bau des Schlosses, für den der Vorgängerbau, ein barockes Jagdschloss, abgerissen wurde. Baumeister war Friedrich Wilhelm von Erdmannsdorff. Das Schloss wurde für den Fürsten und seine Frau Luise Prinzessin von Brandenburg-Schwedt errichtet und sollte der Repräsentation des Fürstenhauses dienen. Der Bau wurde 1773 vollendet.
Er gilt als Gründungsbau des deutschen Klassizismus. Als Vorbilder dienten antike und englische Bauwerke sowie die Architektur Andrea Palladios (1508–1580). Das Wörlitzer Parkschloss ist zugleich die stilistische Fortführung eines Lustschlosses (vom Typus der barocken  Maison de plaisance) in das neue Zeitalter des Klassizismus hinein. Als Vorbilder dienten zeitgleiche englische Landhäuser im Adamstyle; auf den britischen Inseln hatte der dort „Neo“-Klassizismus genannte Stil, insbesondere in der Form des Palladianismus, bereits um 1720 mit dem Bau von Chiswick House begonnen und prägte inzwischen die Georgianische Architektur.
Beim Bau des Schlosses wurden damals fortschrittliche Einrichtungsgegenstände wie gusseiserne Öfen, Wandklappbetten, eine Wasserpumpe zur Versorgung des oberen Stockwerks, ein Eisschrank,
Essensaufzüge und versenkbare Türen verwendet, die bis heute vorhanden sind. Auch gab es ein Badezimmer für das Fürstenpaar, das jedoch zwischenzeitlich entfernt wurde.
1770 bis 1772 entstand ein rund 50 Meter südwestlich liegendes Küchengebäude, das seit dem Bau durch einen unterirdischen Gang mit dem Schloss verbunden ist.
Schon im 18. Jahrhundert war das Schloss, wie auch der gesamte Park, für die Öffentlichkeit zugänglich.

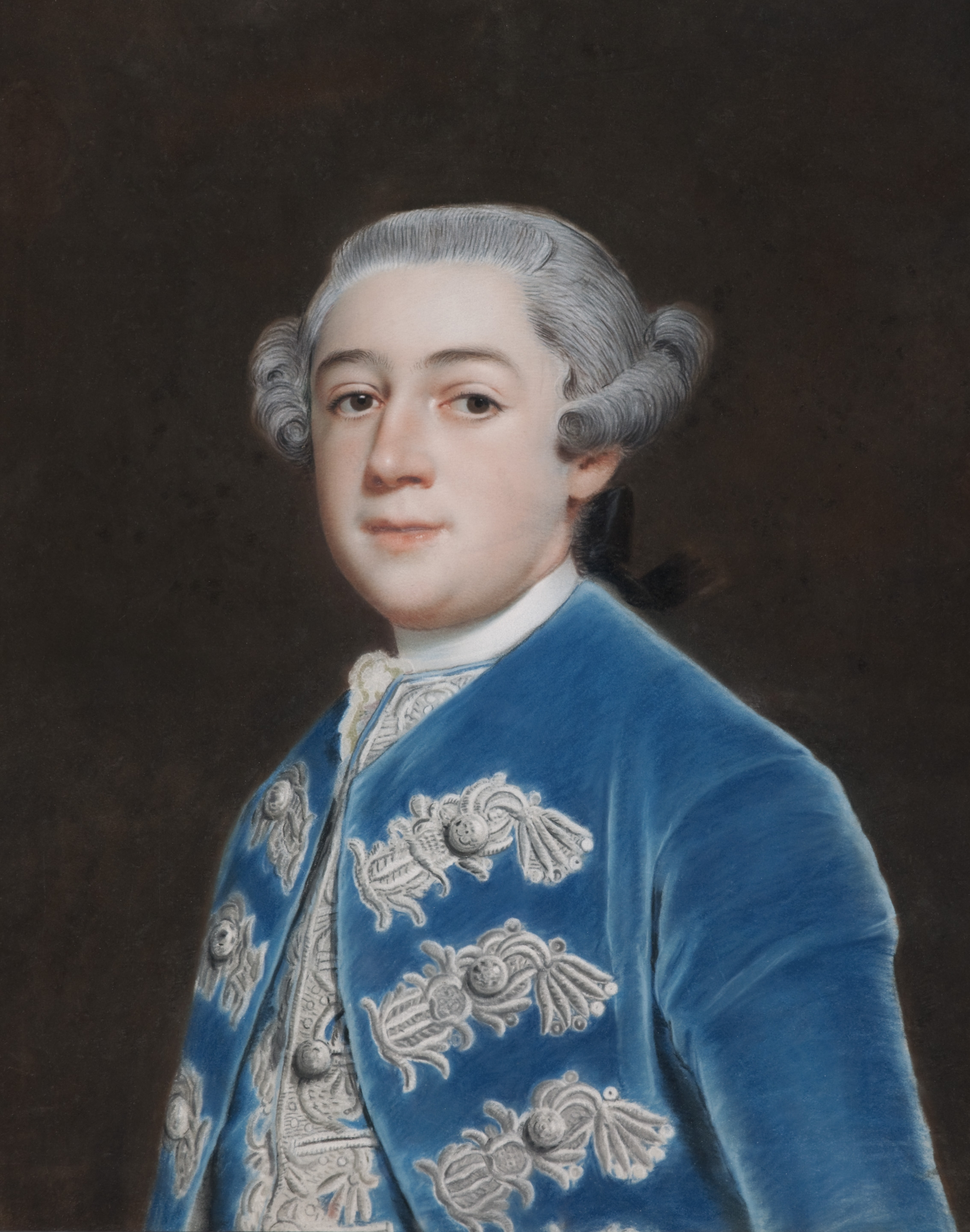
Leopold III. Friedrich Franz, Porträt von Christoph Friedrich Reinhold Lisiewski (1762)
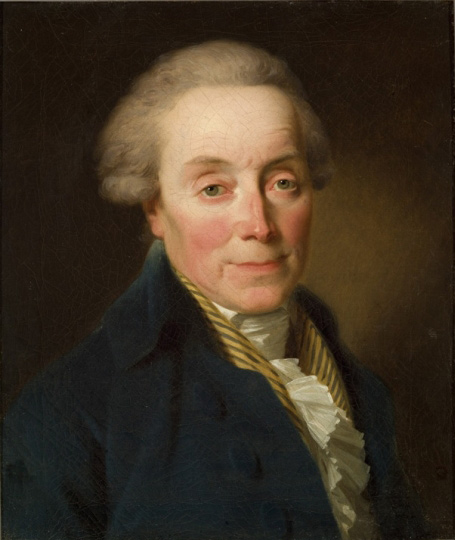
Friedrich Wilhelm von Erdmannsdorff (1796)

## Lage, Architektur und Ausstattung

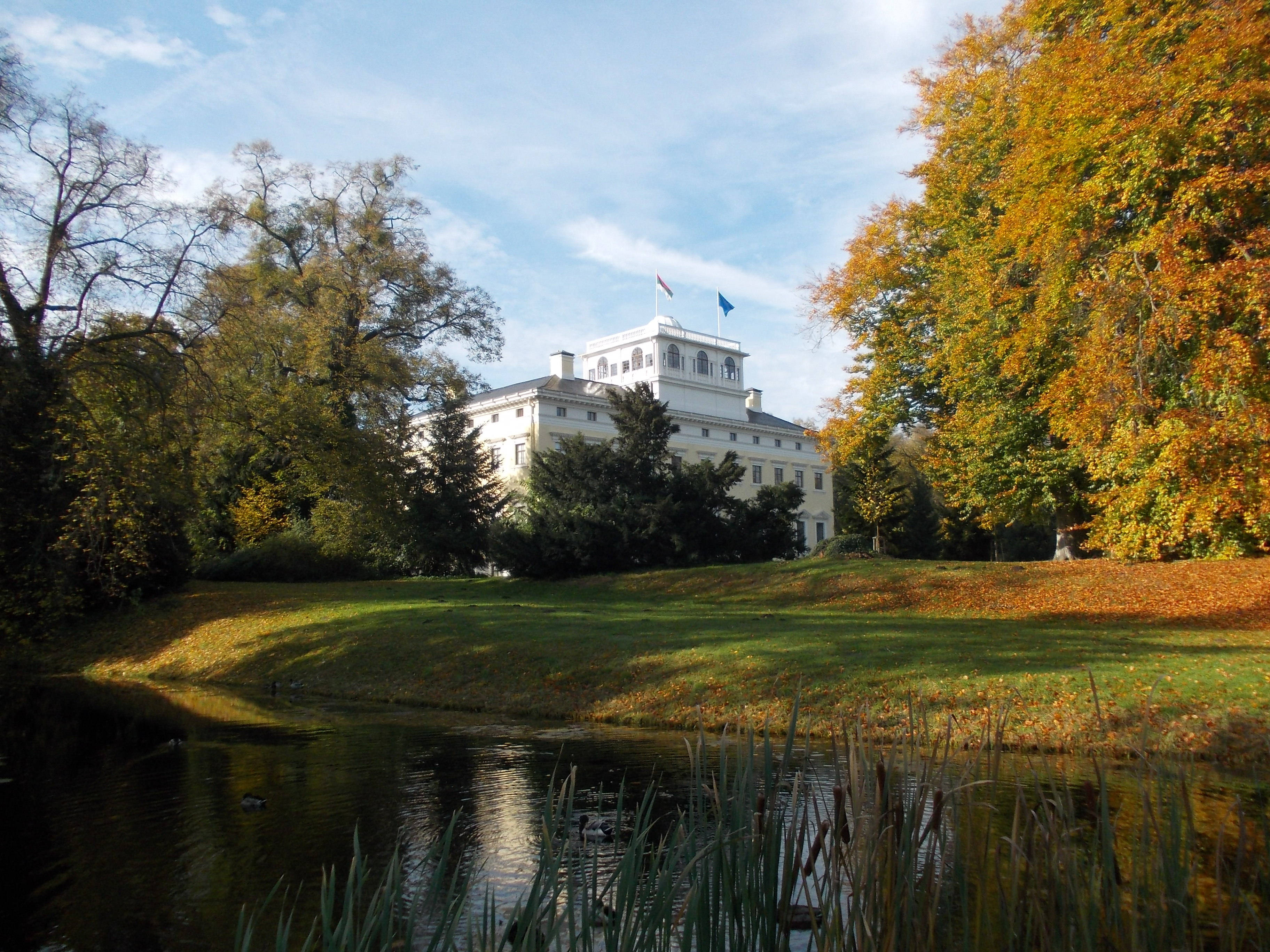
Das Schloss mit dem Wörlitzer See

Das Schloss steht im Park und ordnet sich somit in die künstlich geschaffene, aber naturnahe Umgebung ein. Es steht nördlich der Stadt, von ihr getrennt durch Baumgruppen und Wiesen. Die Rückseite des Schlosses zeigt zum nahen Wörlitzer See und ist vom gegenüberliegenden Seeufer vor der Silhouette der Stadt gut sichtbar.
Das im Grundriss rund 36 Meter × 24 Meter große Gebäude besitzt neben den zwei Hauptgeschossen ein Souterrain und ein Mezzanin. Im Zentrum der Hauptfassade erhebt sich ein Portikus mit vier korinthischen Säulen, dem eine Freitreppe vorgelagert ist. Im Inneren des Gebäudes befindet sich ein Lichthof, der von einem erst später angebrachten Glasdach überdeckt ist. Er wird von einem eingeschossigen Belvedere mit rechteckigem Grundriss überragt, das von einer Kuppel gekrönt ist und mit der Rückseitenfassade bündig abschließt. Die Fenster sind abhängig vom Stockwerk unterschiedlich groß und durch unterschiedliche Verdachungen und Simse geschmückt.
Um den Lichthof gruppieren sich symmetrisch zehn Räume und zwei Säle. Die Decken und die Kuppel sind mit Stuck reich verziert, an den Decken findet man Malereien. Im Speisesaal stehen ebenfalls vier korinthische Säulen. Zahlreiche Kunstwerke sind im Schloss ausgestellt, etwa Gemälde alter Meister, eine Antikensammlung und eine Keramiksammlung, die vor allem aus Repliken antiker Arbeiten aus der Porzellanmanufaktur Wedgwood besteht. Die Möbel stammen aus der Werkstatt von Abraham und David Roentgen. Die ursprüngliche Einrichtung ist fast vollständig erhalten. Im Belvedere befindet sich der „Palmensaal“.

## Nutzung
Das Schloss kann im Rahmen von Führungen besichtigt werden. Das Küchengebäude wird als Restaurant genutzt. Es diente 2013 als Kulisse für den Märchenfilm Die kleine Meerjungfrau.